# 拉迪希夫希納
50°17′26″N 25°23′7″E / 50.29056°N 25.38528°E
拉迪希夫希納（羅馬化：Radykhivshchyna）是烏克蘭西北部的村莊，隸屬里夫內州的杜布諾區。該村始建於1800年，面積0.31平方公里，海拔高度204米，2001年人口170，人口密度每平方公里546.6人。